# Псы под прикрытием
«Псы под прикрытием» (англ. Show Dogs) — комедийный фильм режиссёра Раджа Госнелла, снятый по сценарию Макса Боткина и Марка Хаймана.
Мировая премьера состоялась 18 мая 2018 года, а в России — 31 мая.

## Сюжет
Детективу Фрэнку предстоит работа с необычным напарником — говорящим псом Максом, который не замолкает ни на минуту и фанатеет от рэпа. Вместе они отправляются в Лас-Вегас, где на элитной выставке собак проворачиваются аферы по перепродаже редких животных.

## В ролях
- Уилл Арнетт — Фрэнк
- Лудакрис — Макс
- Наташа Лионн — Мэтти
- Стэнли Туччи — Филипп
- Джордин Спаркс — Дэйзи
- Габриэль Иглесиас — Спринклс
- Шакил О’Нил — Карма
- Алан Камминг — Данте
- Омар Чапарро — сеньор Габриэль

## Производство
Съёмки фильма начались 28 ноября 2016 года в Великобритании в Pinewood Studio Wales.